# Elora Hardy
Elora HArdy (nacida en 1980) es una diseñadora canadiense - indonesia que fundó la empresa IBUKU.  Es principalmente conocida por diseñar (junto con su equipo IBUKU y su padre John Hardy) una comunidad de casas de bambú cerca de Denpasar en Bali.  

## Biografía
Ella nació en Canadá, creció en Bali y se mudó a los Estados Unidos a la edad de 14 años para ir a un internado.  Luego se graduó en bellas artes y trabajó en la industria de la moda, donde diseñó estampados para Donna Karan. En 2010, Hardy regresó a Bali y fundó Ibuku, una firma de diseño que utiliza bambú y otros materiales naturales para construir casas y estructuras.  Desde entonces, Ibuku ha construido más de 90 estructuras de bambú en el Sudeste Asiático y África . Hardy creó un pabellón de yoga y un aula de cocina junto al río en el Four Seasons en Bali, el diseño interior del restaurante Tri en Hong Kong , los muebles para el mercado de Como en Singapur y las suites de la casa del árbol en Bambu Indah.

### Reconocimientos y premios
Por su trabajo en edificios de bambú, Hardy fue nombrada Innovadora de Architectural Digest en 2013.  En 2015, dio una charla a TED sobre sus proyectos de construcción titulada “Casas mágicas, hechas de bambú”, tiene cuatro millones de visitas a principios de 2019.